# Фіялка низька
Фіялка низька, фіалка низька (Viola pumila) — вид рослин з родини фіалкових (Violaceae), поширений у Європі й середній Азії.

## Опис
Багаторічна рослина 5–15(20) см. Пластина листка 2–3 см завдовжки і до 1 см шириною, ланцетна, біля основи усічена. Квітки блідо-сині, 1.5 см завдовжки.

## Поширення
Поширений у Європі (Австрія, Чехія, Словаччина, Німеччина, Угорщина, Польща, Швейцарія, Білорусь, Естонія, Латвія, Литва, Молдова, Росія, Україна, Болгарія, колишня Югославія, Італія, Румунія, Франція) й Азії (Західний Сибір, Казахстан, Киргизстан, Таджикистан, Туркменістан, Узбекистан).
В Україні вид зростає на узліссях, лугах, схилах — у Закарпатті.